# The Bernie Mac Show
The Bernie Mac Show (no Brasil: Bernie Mac - Um Tio da Pesada) é uma série de televisão estadunidense de comédia. Estrela o ator cômico Bernie Mac e sua esposa Wanda, cuidando dos três filhos da irmã de Bernie: Jordan, Bryana e Vanessa. A série ficou no ar por cinco temporadas (2001-2006) variando várias vezes de dia e horário na Fox americana.
No Brasil, a série já foi exibida na Fox Brasil e pela Band.

## Enredo
Bernie Mac é um famoso comediante de stand-up, que tem uma boa vida, uma bela casa em Los Angeles, com sua linda esposa, Wanda (Kellita Smith). Porém um dia, sua irmã em Chicago, foi mandada para a reabilitação por uso de drogas, e seus sobrinhos: a adolecente Vanessa (Camille Winbush); o asmático inteligente Jordan (Jeremy Suarez) e a doce e inocente Bryana (Dee Dee Davis) foram colocados sobre a guarda de Bernie. Cuidar de crianças é difícil! Principalmente essas crianças. Eles sempre arrumam problemas para o tio, fazendo com que ele queira "dar uns cascudos na cabeça deles até a carne branca aparecer".

## Elenco e personagens
| Ator            | Papel            | Descrição | Temporada |
| --------------- | ---------------- | --- | --------- |
| Bernie Mac      | O Próprio        | Comediante de Sucesso que de repente se vê obrigado a cuidar dos sobrinhos.                                                                      | Todas     |
| Kellita Smith   | Wanda McCullough | Uma mulher muito inteligente, a mulher de Bernie é a Vice-Presidente da AT&T. Ela adora cuidar das crianças, mas sua paciência sempre é testada. | Todas     |
| Dee Dee Davis   | Bryana Thomkins  | A sobrinha favorita de Bernie adora assistir TV, seu personagem favorito é Drooby (uma paródia de Barney).                                       | Todas     |
| Camille Winbush | Vanessa Thomkins | A mais velha também é a que mais tira a paciência de Bernie, sempre com forte personalidade, melhora ao longo da história com a maturidade.      | Todas     |
| Jeremy Suarez   | Jordan Thomkins  | O filho do meio é muito nerd e tem hábitos peculiares, como colecionar formigas e fazer experimentos científicos.                                | Todas     |